# 劉昌裔
劉 昌裔（りゅう しょうえい、752年 - 813年）は、唐代の官僚・軍人。字は光後。本貫は太原府陽曲県。

## 経歴
劉訟の子として生まれた。若くして三蜀を遊歴した。楊子琳が反乱を起こすと、昌裔はかれを説得して帰順させた。楊子琳が洺州刺史となると、昌裔はその従事をつとめた。楊子琳が死去すると、昌裔は河北の旅客となった。
曲環が邠州・隴州の兵を率いて濮州を掌握すると、昌裔は召し出されてその判官をつとめた。監察御史に任じられ、検校兵部尚書を加えられ、御史中丞を兼ね、営田副使をつとめた。貞元15年（799年）、曲環が許州で死去すると、上官涗が知陳許留後となった。呉少誠が許州を攻撃すると、上官涗は城を棄てて逃げようとした。昌裔は上官涗を追いかけて止め、城を死守するよう説得した。上官涗はこれを聞き入れた。呉少誠の軍が急攻してきたため、城壁の修理は間に合わなかったが、昌裔は戦棚や木柵を作って待ち受けた。おかげで城は陥落しなかった。兵馬使の安国寧は上官涗と仲が悪く、反乱を計画して城ごと呉少誠に降ろうとした。その計画が漏れ伝わると、昌裔は安国寧らを斬った。貞元16年（800年）、許州を守った功績により、上官涗が陳許節度使となり、昌裔は陳州刺史となった。
韓全義が溵水で呉少誠に敗れると、諸道の官軍とともに陳州に逃れてきた。官軍はみな城内に宿舎を求めたが、昌裔は城外に宿営させ、牛や酒を持ち出して軍を労った。貞元18年（802年）、昌裔は陳許行軍司馬となった。貞元19年（803年）、上官涗が死去すると、昌裔は許州刺史となり、陳許節度使をつとめ、検校尚書右僕射を加えられた。彭城郡公に封じられた。
元和8年（813年）6月、昌裔は長安に召還されて検校尚書左僕射を加えられ、左龍武軍統軍を兼ねた。老病のため、私邸に帰りたいと願い出て、許可された。11月丁卯、死去した。享年は62。潞州大都督の位を追贈された。諡は威といった。

## 伝記資料
- 『旧唐書』巻151 列伝第101
- 『新唐書』巻170 列伝第95